# Struktura sztabowa
Struktura sztabowa - jest jednym z rodzajów schematów struktury organizacyjnej.
Struktura kojarzy elementy struktury liniowej i funkcjonalnej. Zachowana została zasada Fayola traktująca o tym, iż każdy pracownik otrzymuje polecenia tylko od jednego przełożonego. Zarządzający mają do dyspozycji sztaby, które pełnią funkcje doradczą. 
Komórki organizacyjne są ułożone w ściśle określonym porządku, według obowiązującej hierarchii. 
Dodatkowo w strukturze sztabowej występują obok sztabowych zależności połączenia funkcjonalne. Prowadzą one do odczytania w jakim stopniu dana komórka organizacyjna jest zależna od innej, oraz czy to powiązanie ma charakter sztabowy czy funkcjonalny.